# Bernadette Ní Ghallchóir
Bernadette Ní Ghallchóir [niː ɣɑɫxoːɾʲ] ist eine ehemalige irische Programmsprecherin des Senders RTÉ in den 1970er Jahren. Ihr größter Auftritt war als Moderatorin des Eurovision Song Contest 1971 in Dublin. Sie führte auf einem Balkon des Gaiety Theatres sitzend  durch die Veranstaltung.